# 佐伯運動公園
佐伯運動公園（さえきうんどうこうえん）は、広島県広島市佐伯区五日市町大字保井田にある運動公園。

## 概要
広島市が施設を所有し、三栄パブリックサービス株式会社が指定管理者として運営管理を行っている。隠れた夜景スポットとしても知られている。

## 公園内の主な施設
- テニスコート（夜間照明あり）[1]
  - 砂入り人工芝7面（センターコートは1面）[4]
- 卓球台（2台）

### 広場
- 多目的広場（夜間照明あり）
- 壁打ちテニス
- 自由広場（バスケットゴールあり）[3]
- 青空広場
- わんぱく山（アスレチック、滑り台あり）[3]
- 歴史広場
- 管理センター
- 展望広場

## アクセス
- 広電バス広島バスセンターまたはJR山陽本線五日市駅北口または広島電鉄宮島線楽々園駅前から「薬師が丘団地行」に乗車し、「薬師が丘団地」バス停で下車し、徒歩約10分[5]。